# Леонель Морейра
Леонель Морейра (ісп. Leonel Moreira; нар. 2 квітня 1990, Ередія) — костариканський футболіст, воротар клубу «Ередіано» і національної збірної Коста-Рики.

## Клубна кар'єра
У дорослому футболі дебютував 2009 року виступами за команду клубу «Ередіано», кольори якої захищає й донині.

## Виступи за збірні
Залучався до складу молодіжної збірної Коста-Рики. На молодіжному рівні зіграв 4 офіційні матчі.
2011 року дебютував в офіційних матчах у складі національної збірної Коста-Рики. Наразі провів у формі головної команди країни 6 матчів.
У складі збірної був учасником Кубка Америки 2011 року, Золотого кубка КОНКАКАФ 2011 року, Золотого кубка КОНКАКАФ 2013 року, Кубка Америки 2016 року, Золотого кубка КОНКАКАФ 2017 року.
У травні 2018 року був включений до заявки збірної на тогорічну світову першість в Росії як третій голкіпер, дублер досвідченіших Кейлора Наваса і Патріка Пембертона.

## Титули і досягнення
- «Ередіано»: Чемпіон Коста-Рики (2): 2012, 2013.